# Fleroxacina
La  fleroxacina è una molecola che appartiene alla classe dei chinoloni di terza generazione. Viene utilizzata nel trattamento delle infezioni delle vie urinarie e delle vie respiratorie.

## Farmacodinamica
La molecola è dotata di un ampio spettro di azione e risulta efficace verso un'ampia gamma di batteri Gram–positivi e Gram–negativi. Come tutti i chinoloni la fleroxacina agisce inibendo in modo selettivo i due tipi di enzima topoisomerasi, la DNA–girasi (conosciuta anche come topoisomerasi II) e la topoisomerasi IV interrompendo così la replicazione delle molecole dell'acido deossiribonucleico nella cellula batterica.

Fleroxacina è attiva contro diversi batteri Gram-positivi e Gram-negativi. Risulta particolarmente attiva contro Shigella species, Salmonella sp., Escherichia coli, Branhamella catarrhalis, Haemophilus influenzae, Neisseria gonorrhoeae, Yersinia enterocolitica, Serratia marcescens, Staphylococcus aureus, Pseudomonas aeruginosa.

## Farmacocinetica
La fleroxacina a seguito di somministrazione per os presenta una buona biodisponibilità: la molecola è infatti facilmente assorbita dal tratto gastroenterico e rapidamente vengono raggiunte elevate concentrazioni plasmatiche e nei tessuti biologici. In molti fluidi e tessuti corporei le concentrazioni di fleroxacina sono sostanzialmente sovrapponibili a quelle che si riscontrano nel plasma, ma nella bile, nelle secrezioni nasali, nel liquido seminale, nel polmone e nella mucosa bronchiale nelle ovaie, le concentrazioni della molecola possono raggiungere livelli 2-3 volte superiori a quelli misurabili nel plasma.
La fleroxacina ha un'emivita di eliminazione relativamente lunga (9-12 ore), che ne permette la monosomministrazione giornaliera.
Circa il 38 % di una dose somministrata per via orale viene escreta tramite l'emuntorio renale entro 48 ore. A ciò si aggiunge un 8.6% del metabolita N-demetil ed un 4.4% del metabolita N-ossidato. La fleroxacina può essere secreta nel latte materno delle donne che allattano al seno. Dal momento che i chinoloni possono indurre artropatia nei giovani animali, la somministrazione del composto a donne che allattano non è raccomandata.

## Usi clinici
La molecola trova indicazione nel trattamento della gonorrea e delle infezioni non complicate del tratto urinario, delle pielonefriti, delle infezioni delle basse vie respiratorie (comprese le riacutizzazioni di bronchiti croniche), della cute e dei tessuti molli, della febbre tifoide e delle enteriti batteriche, sostenute da germi sensibili ed in particolare da batteri gram negativi.

## Effetti collaterali
Nei pazienti in trattamento con il chinolone possono insorgere alcuni disturbi, in particolare a carico dell'apparato gastrointestinale e tra questi anoressia, dispepsia, epigastralgie, nausea, vomito, flatulenza, dolore addominale, diarrea. Comuni anche i disturbi a carico della cute (prurito, comparsa di orticaria e rash cutaneo, fototossicità e fotosensibilità) e del sistema nervoso centrale (capogiri, cefalea, tremore, parestesia, alterazioni del senso del gusto e dell'odorato), disturbi di tipo psichiatrico (alterazione del ritmo sonno-veglia, stato d'ansia, depressione, allucinazioni e incubi notturni). Raramente è stata segnalata la comparsa di dispnea e tachipnea.
La fleroxacina può favorire l'insorgenza di convulsioni, probabilmente a causa di un'attività inibitoria sui recettori che legano il GABA.

## Controindicazioni
La fleroxacina è controindicata nei soggetti con ipersensibilità nota al principio attivo oppure ad altre molecole appartenenti al gruppo dei chinoloni. È inoltre controindicata nei pazienti in età pediatrica o nei ragazzi con meno di 18 anni di età. Nei bambini ed adolescenti è infatti concreto il rischio di danni alle cartilagini articolari di questi soggetti con organismi non ancora sviluppati e incompleto sviluppo scheletrico.
Come altre molecole della classe dei chinoloni il composto può abbassare la soglia convulsiva, pertanto non deve essere somministrato a pazienti epilettici o con una storia personale di precedenti accessi convulsivi potendo favorire la comparsa di questi disturbi.

## Dosi terapeutiche
Nei soggetti adulti in caso di infezioni non complicate delle vie urinarie o di gonorrea, il dosaggio abituale è di 200–400 mg una volta al giorno, preferibilmente la sera, in dose singola o talvolta multipla.
Nelle infezioni non pneumococciche a carico delle vie respiratorie, della cute o dei tessuti molli, o in caso di infezioni complicate del tratto urinario o di febbre tifoide, enteriti batteriche o diarrea del viaggiatore la dose quotidiana, assumibile anche per via endovenosa oppure per via orale, sempre una volta al giorno, può essere pari a 400–800 mg/die.